# 嘉義華泰名品城
嘉義華泰名品城位於台灣嘉義縣太保市，為華泰名品城第二個據點，整體開發分為三期。第一期預計於2025年動工，2028年正式營運。

## 公司歷史
- 2024年4月16日：華泰名品城子公司格珞麗亞公司、交通部、內政部和嘉義縣政府進行四方簽約，由格珞麗亞公司取得高鐵嘉義車站特定區產業專用區開發經營案的開發權[2]。

## 週邊
- 臺灣高鐵嘉義站
- 國立故宮博物院南部院區